# Mathieu Béda
Mathieu Béda (ur. 28 lipca 1981 w Nicei) – francuski piłkarz, grający na pozycji obrońcy.

## Kariera
Piłkarz urodzony w Nicei rozpoczął swoją karierę juniorską w niedalekim klubie AS Cannes. Szybko został dostrzeżony przez skautów utytułowanego klubu Girondins Bordeaux, gdzie przeszedł w wieku 18 lat. W dużym klubie nie narzekającym na ubytki w składzie młody obrońca nie miał szans na przebicie się do pierwszego składu, więc latem 2001 roku wypożyczono go na sezon do występującego wówczas w Ligue 2 zespołu AS Nancy. Na zapleczu Ligue 1 dwudziestolatek zagrał siedemnaście spotkań bez zdobytego gola. Gdy powrócił do Bordeaux, pełnił w klubie rolę rezerwowego. We francuskiej ekstraklasie przez dwa kolejne sezony rozegrał jedenaście spotkań, a w jednym z nich zdobył bramkę. Dorastającego defensora jednak nie interesowała ławka rezerwowych w zespole Żyrondystów, więc latem roku 2004 przeniósł się do sąsiedniej Belgii. Nowym pracodawcą Bédy został klub Sint-Truidense VV. Francuz na tyle udanie rozpoczął pobyt w Jupiler League, że przyszły sezon przyniósł mu transfer do belgijskiego potentata - Standardu Liège. Tam jednak obrońca nie spełnił pokładanych w nim oczekiwań i rozegrał tylko 14 spotkań. W 2005 przeniósł się jeszcze bardziej na wschód. Kolejnym przystankiem w karierze obrońcy okazały się Niemcy, konkretnie grający w Bundeslidze zespół 1. FC Kaiserslautern. Béda w Kaiserslautern spędził kolejne trzy udane sezony, jednak wiosną 2006 roku zespół Czerwonych Diabłów spadł do drugiej Bundesligi.
Rozegrawszy 67 spotkań dla Kaiserslautern, latem 2008 piłkarz przeniósł się do TSV 1860 Monachium, a w 2011 roku do FC Zürich.
Ubiegły sezon zakończył z zespołem Lwów na 12. pozycji w 2. Bundeslidze. W błękitnej koszulce rozegrał 25 spotkań, w których zdobył jedną bramkę.